# 岡部親綱
岡部 親綱（おかべ ちかつな、生年不詳 - 永禄5年（1562年））は、戦国時代の武将。駿河の大名今川氏の家臣。通称・左京進、出家して玄忠。岡部泰綱の雲孫の曾孫にあたる。

## 経歴
今川氏輝の側近であった。氏輝没後の天文5年（1536年）花倉の乱に際しては栴岳承芳（今川義元）方に味方し、方ノ上城・花倉城（史料上は「葉梨城」）を攻撃、落城せしめるなど大いに戦功を上げ、今川義元より感状を送られたという。